# Кубок Ірландії з футболу 2012
Кубок Ірландії з футболу 2012 — 92-й розіграш кубкового футбольного турніру в Ірландії. Переможцем вп'яте став Деррі Сіті.

## Календар
| Раунд        | Дата                                                | Матчі | Клуби   |
| ------------ | --------------------------------------------------- | ----- | ------- |
| Перший раунд | 30 березня - 1 квітня 2012                          | 8     | 40 → 32 |
| 1/16 фіналу  | 25-27 травня 2012, 28-29 травня 2012 (перегравання) | 16+2  | 32 → 16 |
| 1/8 фіналу   | 24 серпня - 3 вересня 2012                          | 8     | 16 → 8  |
| 1/4 фіналу   | 14 вересня 2012, 17 вересня 2012 (перегравання)     | 4+1   | 8 → 4   |
| 1/2 фіналу   | 7 жовтня 2012, 10 жовтня 2012 (перегравання)        | 2+1   | 4 → 2   |
| Фінал        | 4 листопада 2012                                    | 1     | 2 → 1   |

## Перший раунд
| Команда 1         | Рахунок | Команда 2         |
| ----------------- | ------- | ----------------- |
| 30 березня 2012   |         |                   |
| Крамлін Юнайтед   | 1:0     | Кілбаррак Юнайтед |
| Фенікс            | 4:3     | Лукан Юнайтед     |
| 31 березня 2012   |         |                   |
| Малахайд Юнайтед  | 2:1     | Коледж Корінтіанс |
| 1 квітня 2012     |         |                   |
| Черрі Орчард      | 2:0     | Верона            |
| Кілдрам Тайгерс   | 1:0     | Клонмель Селтік   |
| Дуглас Холл       | 2:1     | Кіллестер Юнайтед |
| Баллімун Юнайтед  | 1:2     | Мейфілд Юнайтед   |
| Ейвондейл Юнайтед | 3:1     | Шериф             |

## 1/16 фіналу
| Команда 1       | Рахунок | Команда 2            |
| --------------- | ------- | -------------------- |
| 25 травня 2012  |         |                      |
| Брей Вондерерз  | 1:1     | Шелбурн              |
| Дрогеда Юнайтед | 6:1     | Мейфілд Юнайтед      |
| Солтхілл Девон  | 0:2     | Мерву Юнайтед        |
| ЮКД             | 3:1     | Фенікс               |
| Корк Сіті       | 6:1     | Атлон Таун           |
| Слайго Роверз   | 1:3     | Монахан Юнайтед      |
| Бларні Юнайтед  | 1:4     | Малахайд Юнайтед     |
| Дандолк         | 1:0     | Сент-Патрікс КЮ      |
| Деррі Сіті      | 4:0     | Фінн Гарпс           |
| Богеміан        | 5:0     | Драмкін Юнайтед      |
| Шемрок Роверс   | 1:0     | Лімерик              |
| 27 травня 2012  |         |                      |
| Кілдрам Тайгерс | 1:3     | Ейвондейл Юнайтед    |
| Черрі Орчард    | 2:0     | Лонгфорд Таун        |
| Дуглас Холл     | 1:1     | Вексфорд Ютс         |
| Евертон АФК     | 0:1     | Вотерфорд Юнайтед    |
| Крамлін Юнайтед | 0:3     | Сент-Патрікс Атлетік |

Перегравання
| Команда 1      | Рахунок | Команда 2      |
| -------------- | ------- | -------------- |
| 28 травня 2012 |         |                |
| Шелбурн        | 1:0     | Брей Вондерерз |
| 29 травня 2012 |         |                |
| Вексфорд Ютс   | 3:2     | Дуглас Холл    |

## 1/8 фіналу
Клуб Монахан Юнайтед був розформований на дорослому рівні, тому згідно жеребкування Сент-Патрікс Атлетік пройшов до наступного раунду автоматично.
| Команда 1         | Рахунок | Команда 2         |
| ----------------- | ------- | ----------------- |
| 24 серпня 2012    |         |                   |
| Шемрок Роверс     | 2:0     | Корк Сіті         |
| Малахайд Юнайтед  | 0:4     | Дандолк           |
| Богеміан          | 1:0     | Ейвондейл Юнайтед |
| Дрогеда Юнайтед   | 1:0     | Вексфорд Ютс      |
| ЮКД               | 0:1     | Деррі Сіті        |
| Шелбурн           | 3:2     | Черрі Орчард      |
| 3 вересня 2012    |         |                   |
| Вотерфорд Юнайтед | 0:4     | Мерву Юнайтед     |

## 1/4 фіналу
| Команда 1            | Рахунок | Команда 2       |
| -------------------- | ------- | --------------- |
| 14 вересня 2012      |         |                 |
| Богеміан             | 0:1     | Дандолк         |
| Сент-Патрікс Атлетік | 0:0     | Дрогеда Юнайтед |
| Деррі Сіті           | 7:1     | Мерву Юнайтед   |
| Шелбурн              | 2:1     | Шемрок Роверс   |

Перегравання
| Команда 1       | Рахунок         | Команда 2            |
| --------------- | --------------- | -------------------- |
| 17 вересня 2012 |                 |                      |
| Дрогеда Юнайтед | 1:1 дч пен. 2:3 | Сент-Патрікс Атлетік |

## 1/2 фіналу
| Команда 1     | Рахунок | Команда 2            |
| ------------- | ------- | -------------------- |
| 7 жовтня 2012 |         |                      |
| Деррі Сіті    | 1:1     | Шелбурн              |
| Дандолк       | 0:3     | Сент-Патрікс Атлетік |

Перегравання
| Команда 1       | Рахунок | Команда 2  |
| --------------- | ------- | ---------- |
| 17 вересня 2012 |         |            |
| Шелбурн         | 0:3     | Деррі Сіті |

## Фінал
| 4 листопада 2012 17:30 (EEST) |

| Деррі Сіті                                   | 3:2 дч   | Сент-Патрікс Атлетік  |
| -------------------------------------------- | -------- | --------------------- |
| Грікен 55' Паттерсон goal' (69), пен.' (105) | Протокол | О'Конор 53' Фаган 87' |

| Авіва, Дублін Глядачів: 16 117 Арбітр: Нейл Дойл |